# EHSAL Management School
De EHSAL Management School (EMS) is een businessschool die ontstaan is uit een samenwerking tussen universiteit KU Leuven en hogeschool Odisee in Brussel.

## Geschiedenis
EMS werd opgericht als managementschool door de hogeschool EHSAL. Deze ging in 2007 op in de Hogeschool-Universiteit Brussel (HUBrussel of HUB). Die instelling werd in het najaar van 2013 opgesplitst toen de academische/universitaire opleidingen van de HUB werden overgenomen door de KU Leuven en de HUB fuseerde met de KAHO Sint-Lieven. De HUB-KAHO die vanaf september 2014 de naam Odisee draagt, biedt alleen nog beroepsopleidingen aan. De academische opleidingen van de HUB, te weten Handelswetenschappen, Handelsingenieur, Rechten, Taal- en Letterkunde en Milieu- en Preventiemanagement, worden sindsdien aangeboden op de KU Leuven, campus Brussel.

## Opleidingen
EMS biedt postuniversitaire opleidingen (zogeheten postgraduaten) en andere korte opleidingen en basiscursussen aan voor het bedrijfsleven.

### Postgraduaten in dagopleiding
Een postgraduaat is een wettelijk erkend (referentie)getuigschrift inzake permanente vorming. Elk postgraduate dagprogramma’s vormt een afgerond geheel van 240 contacturen (40 studiepunten) binnen één academiejaar. 
EMS biedt vijf postgraduaten in dagopleiding aan:
- Postgraduaat Digital business management
- Postgraduaat Humanresourcesmanagement (HRM)
- Postgraduaat Vermogensbeheer
- Postgraduaat Digitale marketing en communicatie
- Postgraduaat Marketing en business development

### Opleidingen voor professionals
EMS biedt de volgende basiscursussen en korte opleidingen aan voor professionals:
- Corporate management
- Digital Business
- Finance, Accounting & Controlling
- Humanresourcemanagement (HRM)
- IT & Projectmanagement
- Management in social profit sector
- Marketing, Communicatie & Sales
- Sustainability

## Accreditatie en certificering
- EHSAL Management School werd op 1 mei 2004 officieel erkend als PMI Registered Education Provider.
- Op 13 mei 1998 behaalde EHSAL Management School als eerste managementschool in België het ISO 9001-certificaat voor haar academische opleidingen. In 2007 werd het ISO-certificaat ook voor de professionele opleidingen van de EHSAL Management School toegekend.